# Karl von Hertling
Karl Freiherr von Hertling (* 15. Februar 1843 in Aschaffenburg; † 2. Oktober 1908 in Buitenzorg, Niederländisch-Indien) war ein deutscher Förster in Niederländisch-Indien.
Karl Freiherr von Hertling ist nicht zu verwechseln mit Karl Graf von Hertling, dem Sohn des Reichskanzlers Georg Graf von Hertling.

## Familie
Karl von Hertling entstammte der kurpfälzischen, später bayerischen Adelsfamilie von Hertling und war der Sohn des bayerischen Forstmeisters Michael Joseph Freiherr von Hertling (1802–1867) sowie dessen Gattin Wilhelmine von Bourcourd (1811–1884). Die Nonne und Klostergründerin Ignatia von Hertling (1838–1909) war seine Schwester, der Deutsche Reichskanzler Georg von Hertling sein Cousin.

## Leben
Karl von Hertling studierte an der Forstakademie Aschaffenburg und wurde 1862 Mitglied des Corps Hubertia München. Er trat in den Dienst der Krone Niederlande und war von 1865 bis 1890 Oberforstmeister auf  Java.

## Schriften
- Geschichte der Familie von Hertling, Köln 1888 (als Manuskript gedruckt)